# Henri-Jacques Huet
Henri-Jacques Huet (ur. 27 marca 1930 w Paryżu, zm. 4 czerwca 2009 w Nicei) – francuski aktor filmowy i telewizyjny. Grywał też w spektaklach: Łysa śpiewaczka Eugène Ionesco w Théâtre des Noctambules (1950), Sen nocy letniej na Festiwalu Teatralnym w Awinionie (1959) czy Śmierć Dantona w Théâtre national de Chaillot (1959).

## Wybrana filmografia
- 1957: Bez bólu (Le cas du Docteur Laurent) jako Antonin Escallin
- 1960: Do utraty tchu (À bout de souffle) jako Antonio Berruti
- 1962: Inspektor Leclerc (L'inspecteur Leclerc) jako Limeil (Preuve à l'appui)
- 1963: Żołnierzyk (Le petit soldat) jako Jacques
- 1966: Sławna restauracja (Le grand restaurant) jako uczestnik przyjęcia
- 1968: Slogan jako Pan Joly
- 1969: Agencja Interim (Agence intérim) jako Cirilli (odc. "Henri III")
- 1972: Cezar i Rosalia (César et Rosalie) jako Marcel
- 1973-74: Joseph Balsamo jako Jean Dubrowski
- 1982: A stawką jest śmierć (Le Prix du danger) jako Victor Segal
- 1983: Brygady Tygrysa (Les brigades du Tigre) jako Luigi (odc. "Le Réseau Brutus")
- 1995: Nędznicy (Les Misérables) jako administrator w operze